# Luigi Simoni (1965)
Luigi Simoni (Massa Fiscaglia, 15 febbraio 1965) è un ex calciatore italiano, di ruolo portiere.

## Carriera

### Giocatore
Ha iniziato la sua carriera giocando tra i dilettanti del Comacchio Lidi, e nel 1984 viene ingaggiato dal Cosenza che milita in C1. Con la squadra calabrese gioca cinque campionati, ottenendo nel 1988 la promozione in serie B sotto la guida di Gianni Di Marzio. In quel campionato Simoni stabilisce il record di imbattibilità della porta cosentina, non subendo gol per 694 minuti consecutivi. L'anno successivo debutta tra i cadetti (11 settembre 1988 in Cosenza-Genoa 0-0), e gioca da titolare nella squadra allenata da Bruno Giorgi, che sfiora la promozione in Serie A mancata per la classifica avulsa nei confronti di Cremonese e Reggina.

Simoni in azione al Pisa nella stagione 1990-1991

A fine stagione passa al Pisa del presidente Romeo Anconetani, per un miliardo e 200 milioni di lire. Con la squadra toscana vince il campionato 1989-1990 e ottiene la promozione in Serie A. Nonostante il campionato positivo e l'interesse di diverse grandi squadre, resta con la squadra nerazzurra anche l'anno successivo, debuttando nella massima serie il 9 settembre 1990 nella partita Bologna-Pisa 0-1; a fine stagione il Pisa retrocede in B.
Nella stagione 1991-1992 passa al Messina ma la sua esperienza in giallorosso si conclude con un'altra retrocessione. Nell'ottobre 1992, dopo una sola presenza in Coppa Italia, viene ceduto al Taranto, di nuovo in Serie B: in Puglia colleziona la terza retrocessione consecutiva, e la società fallisce al termine del campionato.
Svincolato, riparte dalla C2 con la Centese, dove rimedia una nuova retrocessione. Nel 1994 torna in Serie A, ingaggiato dal Torino come secondo portiere. In maglia granata gioca 6 partite, subentrando come sostituto del titolare Luca Pastine, infortunato, e a fine stagione viene ceduto al Piacenza, dove è di nuovo impiegato come portiere di riserva, questa volta dietro a Massimo Taibi.
Ceduto alla Reggina, vi rimane fino a novembre, quando viene ceduto al Baracca Lugo in Serie C2 per fare posto ad Alessio Scarpi ed Emanuele Belardi. Nella stagione successiva sfiora la promozione in Serie B con l'Alzano Virescit: la formazione lombarda viene eliminata ai playoff dal Livorno, ma conquista la Coppa Italia di Serie C.
Chiude la carriera in Serie C2 con Mantova e Castel San Pietro, e quindi in Serie C1 con la maglia dell'Arezzo.

### Preparatore dei portieri
Ha subito iniziato l'attività di preparatore dei portieri, lavorando con il Gualdo fino al 2004 e con il Ravenna fino al 2005. In seguito ricopre il medesimo incarico con Messina (nella Primavera e poi in prima squadra), Giacomense, Gela e Campobasso.

## Palmarès

### Giocatore
- Coppa Italia Serie C: 1

Alzano Virescit: 1997-1998